# Fijitrast
Fijitrast (Turdus ruficeps) är en fågel i familjen trastar inom ordningen tättingar.

## Utseende och läte
Fijitrasten är en generellt mörk trast med orange näbb, ögonring, ben och fötter. Bland lätena hörs hårda, "tjupppande" ljud, ofta avgivna i plötsliga utbrott. 

## Utbredning och systematik
Fijitrast förekommer som nannet avslöjar i Fijiöarna. Den delas in i fem underarter med följande utbredning:
- Turdus ruficeps layardi – Viti Levu, Ovalau, Yasawa Island och Koro
- Turdus ruficeps ruficeps – Kadavu
- Turdus ruficeps vitiensis – Vanua Levu
- Turdus ruficeps hades – Gau
- Turdus ruficeps tempesti – Taveuni

Tidigare inkluderades fijitrast i ötrasten (Turdus poliocephalus), men denna har efter studier delats upp i ett antal arter, bland annat fijitrast.

## Levnadssätt
Fijitrasten hittas i skogsmiljöer, på vissa öar bara på de högsta höjder, men på andra mer vidspritt. Den födosöker i skogens alla skikt, även på marken.

## Status
IUCN erkänner den inte som art, varför dess hotstatus inte bedömts.